# Andrea Salvetti
Andrea Salvetti (Padova, 16 ottobre 1967) è un produttore televisivo e conduttore televisivo italiano.

## Biografia
Collabora nei primi anni ottanta con delle radio locali della sua città, Padova: passato poi per alcune antenne regionali, nel 1987 approda a Top Italia Radio e, in seguito, al programma televisivo di Claudio Cecchetto Deejay Television.
Viene arruolato dall'Arma dei Carabinieri e inviato alla Scuola Allievi di Torino, presso la Caserma "Cernaia", dove, all'inizio di novembre del 1988, inquadrato nel V° plotone della II^ compagnia allievi, frequenta il 141º corso Carabinieri Ausiliari.
Dopo essersi diplomato nel 1993 in produzione cinematografica e televisiva alla New York Film Academy, tornato in Italia fonda la Film Tribe Productions insieme a Miride Bollesan, con la quale produce videoclip e spot pubblicitari e, per la Heineken, la serie di documentari Le città musicali, da lui ideata e prodotta in collaborazione con la Filmgo di Milano, e distribuita dalla De Agostini nelle edicole. Negli anni successivi vince alcuni premi del settore, tra i quali il “Festival Internazionale del Film Turistico”, abbinato alla Borsa del Turismo di Milano e il Key Award. 
Dopo aver co-condotto le edizioni del 1987 e del 1988, nel 1999 sostituisce il padre Vittorio - morto l'anno precedente - alla guida del Festivalbar, diventandone così il produttore fino alla sospensione per mancanza di fondi nel 2008.
Successivamente, con la sua società Sunrise, co-produce il film Onde (2005) di Francesco Fei e cura la produzione della prima edizione dell'International Opera Award – Oscar Internazionale della Lirica (2010) all'Arena di Verona.
Dal 2004 è socio di LifeGate, azienda che si occupa di energia rinnovabile, riforestazione di grandi aree naturali e progetti ambientali come "Impatto Zero" e "Zero Energy", con la quale cerca di diffondere una cultura ambientalista e olistica.
Collabora inoltre a vario titolo nel corso degli anni a campagne di sensibilizzazione sociale in collaborazione con il WWF, Amnesty International, Università di Chieti, Ministero della sanità, Ministero dei beni e delle attività culturali, Emergency, Lega del filo d'oro, ICEI, le comunità di don Andrea Gallo e altri enti sociali.